# تقي (اسم)
تقي هو اسم علم مذكر من أصل عربي، ومعناه هو وهو الرجل الورع المتعبد وبعبادته وصلاحه يقي نفسه من عذاب النار، قال تعالى: ﴿قالت إني أعوذ بالرحمن منك إن كنت تقيًا﴾ [مريم18].

## شخصيات تحمل الاسم
- تقي الدين السبكي (1284[3][4][5] – 1355[3][4][5])
- تقي الدين الشامي (14 يونيو 1526[6][7][8] – 1580[6][7][9])
- تقي الدين الصلح (رئيس وزراء لبناني سابق، 1908 – 27 نوفمبر 1988)
- تقي الدين الفاسي (8 سبتمبر 1373[10][11] – 6 يوليو 1429[10][11])
- تقي الدين المقريزي (1364[12][13][14] – 8 فبراير 1445[15][13])
- تقي الدين النبهاني (1909[16] – 1977[16])
- تقي الدين الهلالي (عالِم دين، 1893 – 22 يونيو 1987)
- تقي الطباطبائي القمي (21 فبراير 1923 – 26 أكتوبر 2016)
- تقي مبارك السيابي (لاعب كرة قدم عماني، 20 أغسطس 1978 – )
- تقي مرابط (سباح تونسي، 28 فبراير 1989 – )

## وصلات خارجية
- موسوعة السلطان قابوس لأسماء العرب نسخة محفوظة 5 أبريل 2019 على موقع واي باك مشين.